# Wilhelm Koepp
Wilhelm Koepp (* 1. November 1885 in Zoppot; † 27. Dezember 1965 in Kleinmachnow) war ein deutscher Theologe und Hochschullehrer.

## Leben
Koepp studierte evangelische Theologie und wurde mit einer forschungsgeschichtlich bedeutenden Dissertation zu Johann Arndt im Fach Systematische Theologie zum Doktor der Theologie promoviert. 1922 erhielt er eine außerordentliche Professur, 1926 einen Lehrstuhl für Systematische Theologie in Greifswald, wo er als Kollege von Rudolf Hermann wirkte und sich als Sachwalter des Erbes von Hermann Cremer verstand. „Unter Kollegen führte er allerdings ein ziemliches Einsiedlerdasein.“ Seit Ende der 1920er Jahre leitete er die Pommersche Zweigstelle der Gesellschaft für evangelische Pädagogik.

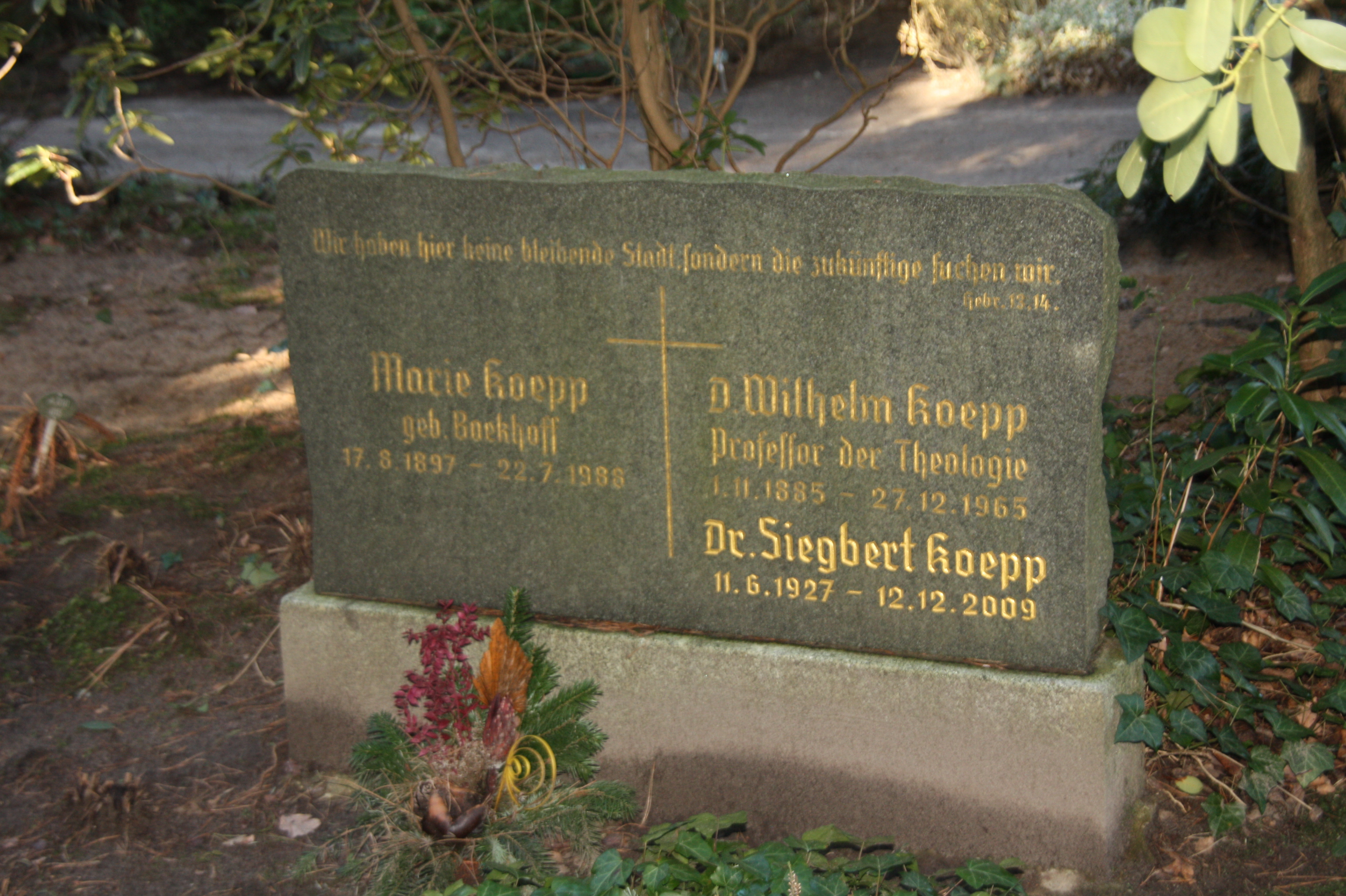
Grab auf dem Waldfriedhof Kleinmachnow

Koepps Spezialgebiet war die Germanische Religionsgeschichte. Er wurde ein Anhänger der völkisch-nationalsozialistischen Ideologie und verfasste zahlreiche Bücher dieses Inhalts. Im Jahre 1939 erklärte er seine Mitarbeit am Institut zur Erforschung und Beseitigung des jüdischen Einflusses auf das deutsche kirchliche Leben.
1952 erhielt er den Lehrstuhl an der Universität Rostock. 1954 emeritiert, lehrte er noch bis zu seinem Tode an der Universität Rostock weiter.
Sein Grab befindet sich auf dem Waldfriedhof Kleinmachnow.

## Werke
- Johann Arndt (= Die Klassiker der Religion. Bd. 2, ZDB-ID 520053-2). Protestantischer Schriftenvertrieb, Berlin-Schöneberg 1912.

Neudruck unter dem Titel: Johann Arndt. Eine Untersuchung über die Mystik im Luthertum (= Neue Studien zur Geschichte der Theologie und der Kirche. H. 13). Scientia-Verlag, Aalen 1973, ISBN 3-511-04283-6.
- Mystik, Gotteserlebnis und Protestantismus (= Biblische Zeit- und Streitfragen. Serie 8, H. 7, ZDB-ID 845774-8). E. Runge, Berlin-Lichterfelde 1913.
- Einführung in das Studium der Religionspsychologie. Mohr, Tübingen 1920.
- Die Welt der Ewigkeit (= Zeit- und Streitfragen des Glaubens, der Weltanschauung und Bibelforschung. Serie 14, H. 6/7, ZDB-ID 845775-x). E. Runge, Berlin-Lichterfelde 1921.
- Grundlegung der induktiven Theologie. Kritik, Phänomenologie und Methode des allgemeinen und des theologischen Erkennens. Ratsbuchhandlung L. Bamberg, Greifswald 1923.
- Der Herr in der Zeit. Zeitungsandachten im Jahreskreise. Bertelsmann, Gütersloh 1927.
- Panagape. Eine Metaphysik des Christentums. 2 Bände. Bertelsmann, Gütersloh 1927–1928; 
  - Band 1: Der Realismus des Glaubens. 1927;
  - Band 2: Die Bildung einer metaphysischen Gottesidee des Christentums. 1928.
- Merimna und Agape. (Zur Analytik des Daseins in Heideggers „Sein und Zeit“ 1927). In: Wilhelm Koepp (Hrsg.): Reinhold-Seeberg-Festschrift. Band 1: Zur Theorie des Christentums. A. Deichert, Leipzig 1929, S. 99–139, (Auch Sonderabdruck).
- als Beiträger in: Ziele und Wege evangelischer Sexualerziehung. 6 Vorträge. Herausgegeben von Wilhelm Heienbrok. Hirt, Breslau 1929.
- Die gegenwärtige Geisteslage und die „dialektische“ Theologie. Eine Einführung. Mohr, Tübingen 1930.
- Offenbarung? Evangelischer Pressverband für Deutschland, Berlin-Steglitz 1932.
- Die Erziehung unter dem Evangelium. Eine Grundlegung. Mohr, Tübingen 1932.
- Einführung in die evangelische Dogmatik. Mohr, Tübingen 1934.
- Christliche Nationalerziehung. (Als Vortrag unter dem Titel „Deutsche evangelische Erziehung“ gehalten am 3. Dezember 1933 im Rathaus von Berlin, unter dem jetzigen Titel am 15. Januar vor der Dozentenschaft der Universität Greifswald). Hirt, Breslau 1934.
- Christus und sein Gericht über die Kirchentümer in Deutschland (= Kirche in Bewegung und Entscheidung. H. 34, ZDB-ID 998763-0). Scheur, Bonn 1936.
- Die Bestände zwischen Nationalsozialismus und Christentum. Eine Besinnung am Ende des Gesprächs zwischen den evangelischen Kirchentümern und Rosenberg (= Aufbau im „Positiven Christentum“. Bd. 41, ZDB-ID 989822-0). Scheur, Bonn 1937.
- Johann Arndt und sein „Wahres Christentum“. Lutherisches Bekenntnis und Oekumene (= Aufsätze und Vorträge zur Theologie und Religionswissenschaft. H. 7, ISSN 0519-4326). Evangelische Verlags-Anstalt, Berlin 1959.
- Der Magier unter Masken. Versuch eines neuen Hamannbildes (= Kirche im Osten. Monographienreihe. Bd. 5, ISSN 0453-9281). Vandenhoeck & Ruprecht, Göttingen 1965.

### Als Herausgeber
- Reinhold-Seeberg-Festschrift. 2 Bände (Bd. 1: Zur Theorie des Christentums. Bd. 2: Zur Praxis des Christentums.). In Gemeinschaft mit einer Reihe von Fachgenossen herausgegeben. A. Deichert, Leipzig 1929.
- Hermann Cremer: Vom hohen Ethos der Brautliebe. Die Brautbriefe. Reich & Heidrich, Hamburg 1948.